# Combretum kirkii
Combretum kirkii är en tvåhjärtbladig växtart som beskrevs av Laws.. Combretum kirkii ingår i släktet Combretum och familjen Combretaceae. Inga underarter finns listade i Catalogue of Life.